# Luc Meersman
Luc Meersman (Tielt, 2 maart 1960) is een Belgisch voormalig wielrenner, professioneel actief van 1983 tot 1986. Hij is de vader van de wielrenners Gianni Meersman en Luigi Meersman. Hij is zelf de zoon van de gewezen wielrenner Maurice Meersman.
Anno 2020 is Meersman ploegleider bij Trek-Segafredo.

## Overwinningen
Als beroepsrenner behaalde hij 6 overwinningen.
1983
- De Pinte
- Vlaamse Pijl in Harelbeke (voor de ploeg Splendor - Euroshop)
- GP Marcel Kint

1984
- Polder-Kempen in Kalmthout (Splendor - Mondial Moquette)
- Omloop van de Westkust in De Panne

1985
- Mechelen (Euro-Soap - Crack)